# Marian Korewo
Marian Kazimierz Korewo (ur. 15 sierpnia 1892 w Żytomierzu, zm. 3 czerwca 1971 w Londynie) – pułkownik dyplomowany artylerii Wojska Polskiego, działacz niepodległościowy, kawaler Orderu Virtuti Militari, w 1964 awansowany przez Władysława Andersa na stopień generała brygady.

## Życiorys
Urodził się 15 sierpnia 1892 w Żytomierzu, ówczesnym mieście powiatowym guberni wołyńskiej, w rodzinie Stanisława (zm. 1918) i Feliksy z Michałowskich (zm. 1919). Miał cztery młodsze siostry. Ukończył siedmioklasowe gimnazjum realne w Wilnie z maturą i zdał egzamin do Akademii Sztuk Pięknych w Petersburgu.
Od 1 września 1913 do 1 grudnia 1914 uczył się w Michałowskiej Szkole Artylerii (ros. Михайловское артиллерийское училище) w Petersburgu (razem z nim szkołę ukończyli m.in. Jerzy Łunkiewicz i Tadeusz Wygonowski, przyszli oficerowie Wojska Polskiego). 2 grudnia 1914 został przydzielony do dyspozycji dowódcy Dźwińskiego Okręgu Wojskowego w Wilnie, a 22 grudnia tego roku przydzielony do zapasowego dywizjonu artylerii w Dyneburgu. 4 marca 1915 przybył na front do 56 Brygady Artylerii i objął obowiązki młodszego oficera 1 baterii. Uczestniczył w walkach brygady do 9 maja 1916, po czym został przeniesiony do 2 zapasowego dywizjonu artylerii w Ałatyrze na terytorium Kazańskiego Okręgu Wojskowego. Tam pełnił służbę razem z Jerzym Kosackim, przyszłym podpułkownikiem Wojska Polskiego. Później został przeniesiony do 14 dywizjonu moździerzy lekkich na stanowisko starszego oficera 2 baterii, z którą od 24 grudnia 1916 walczył na froncie. W armii rosyjskiej awansował na kolejne stopnie: podporucznika (1 grudnia 1914), porucznika (24 stycznia 1916 ze starszeństwem z 6 grudnia 1915 i sztabskapitana (6 grudnia 1916). W listopadzie 1917 zorganizował Związek Wojskowych Polaków służących w rosyjskim 33 Korpusie i został jego wiceprezesem. 1 stycznia 1918 objął dowództwo 4. baterii artylerii należącej do II Korpusu Polskiego w Rosji. 14 kwietnia 1918 został przemianowany na kapitana. 11 maja 1918 dowodził baterią w bitwie pod Kaniowem w czasie, której dostał się do niemieckiej niewoli. Pierwsze dwa dni niewoli spędził jako chory w szpitalu w Brześciu. 13 maja został przeniesiony do obozu w Białej Podlaskiej, a następnie do twierdzy Brzeskiej (fort Berga), w której pozostawał do listopada 1918.
12 grudnia 1918 został przyjęty do Wojska Polskiego z dniem 15 listopada 1918 i zatwierdzeniem posiadanego stopnia kapitana ze starszeństwem od dnia 7 listopada 1918 oraz przydzielony do Brygady Kresowej pułkownika Eugeniusza Pogorzelskiego w Brześciu. Od 27 stycznia 1919 w Sztabie Dywizji Litewsko-Białoruskiej.
6 lutego 1919 został przeniesiony do Inspektoratu Artylerii Ministerstwa Spraw Wojskowych i wysłany do Armii Polskiej we Francji. 10 marca 1919, po przybyciu do obozu instrukcyjnego Le Maus we Francji, został wyznaczony na stanowisko dowódcy 7 baterii 2 pułku artylerii polowej. 21 sierpnia tego roku objął dowództwo III dywizjonu tego pułku. 10 grudnia 1919 został przydzielony do Generalnego Inspektoratu Artylerii. 31 stycznia 1920 został przydzielony do Inspektoratu Szkół Wojskowych Artylerii z pozostawieniem na etacie 11 pułku artylerii polowej. 27 marca tego roku, w związku z reorganizacją Ministerstwa Spraw Wojskowych, został przeniesiony do Sekcji Artylerii Departamentu Broni Głównych na takie samo stanowisko referenta wyszkolenia i członka Komisji Regulaminowej. 9 września 1920 został zatwierdzony z dniem 1 kwietnia 1920 w stopniu kapitana, w artylerii, w grupie oficerów byłych korpusów wschodnich i byłej armii rosyjskiej. W czasie wojny z bolszewikami nie brał bezpośredniego udziału w walkach.
22 sierpnia 1921, w związku z kolejną reorganizacją MSWojsk., został przeniesiony na takie samo stanowisko do Wydziału Artylerii Departamentu Artylerii. 3 maja 1922 został zweryfikowany w stopniu majora ze starszeństwem od 1 czerwca 1919 i 138. lokatą w korpusie oficerów artylerii. 15 lipca tego roku został przydzielony do Oddziału III Sztabu Generalnego na stanowisko kierownika referatu szkół technicznych Wydziału II Szkolnego.
15 sierpnia 1923 został przydzielony do macierzystego 22 pułku artylerii polowej w Rzeszowie, z jednoczesnym odkomenderowaniem na staż w 64 pułku piechoty i Szkole Obserwatorów i Strzelców Lotniczych. 24 października 1923 został odkomenderowany do Wyższej Szkoły Wojennej w Paryżu na dwuletnie wyższe studia wojskowe. W listopadzie 1925 został przeniesiony do kadry oficerów artylerii z pozostawieniem na przeniesieniu służbowym w WSWoj. w Paryżu. W tym samym miesiącu minister spraw wojskowych przyznał mu, jako absolwentowi WSWoj. w Paryżu (45. promocja), tytuł naukowy oficera Sztabu Generalnego.
Z dniem 1 stycznia 1926 został przydzielony do Wyższej Szkoły Wojennej w Warszawie na stanowisko asystenta. W 1927 został ukarany naganą pisemną przez zastępcę komendanta miasta stołecznego Warszawy za noszenie na ulicy półbucików. W listopadzie 1928 został przeniesiony do 1 pułku artylerii ciężkiej w Modlinie na stanowisko dowódcy dywizjonu. W 1929 ukończył kurs dowódców dywizjonów w Szkole Strzelań Artylerii w Toruniu z wynikiem pomyślnym. 24 grudnia 1929 prezydent RP nadał mu z dniem 1 stycznia 1930 stopień podpułkownika w korpusie oficerów artylerii i 4. lokatą
. Po awansie został przeniesiony do 20 pułku artylerii polowej w Prużanie na stanowisko zastępcy dowódcy pułku. Od 15 października do 13 grudnia 1930 był odkomenderowany z 20 pal do WSWoj. na stanowisko wykładowcy. W marcu 1932 został przydzielony do Departamentu Artylerii Ministerstwa Spraw Wojskowych, gdzie do 1934 był szefem Wydziału II Studiów. W latach 1932–1938 był redaktorem „Przeglądu Artyleryjskiego”. Od 17 listopada 1934 był dowódcą 1 pułku artylerii ciężkiej w Modlinie. Pułkiem dowodził przez kolnych pięć lat. 15 czerwca 1937 razem z majorem Edmundem Mierzejewskim stawał przed Wojskowym Sądem Okręgowym Nr I w Warszawie, w charakterze oskarżonego. Na pułkownika został awansowany ze starszeństwem z dniem 19 marca 1938 i 4. lokatą w korpusie oficerów artylerii. W czerwcu 1939 został I oficerem sztabu Inspektora Obrony Powietrznej Państwa.
W czasie kampanii wrześniowej 1939 był zastępcą szefa sztabu Naczelnego Dowódcy Lotnictwa i Obrony Przeciwlotniczej. Przez Rumunię przedostał się do Francji. Od stycznia do czerwca 1940 pełnił służbę w Komisji Regulaminowej w Paryżu. Następnie był dowódcą 1 pułku artylerii ciężkiej. 20 marca 1943 Naczelny Wódz mianował go z dniem 1 kwietnia 1943 komendantem Kursu Wyższej Szkoły Wojennej, działającej w Wielkiej Brytanii. 10 kwietnia 1943 zdał dowództwo pułku swojemu następcy, ppłk. Adamowi Riedlowi. Od września 1944 był dowódcą artylerii dywizyjnej 5 Kresowej Dywizji Piechoty.
Wódz naczelny Władysław Anders mianował go generałem brygady ze starszeństwem z dniem 1 stycznia 1964 w korpusie generałów.
Zmarł 3 czerwca 1971 w Londynie i został pochowany na cmentarzu Gunnersbury.
19 października 1915 ożenił się z Heleną Gunderin, z którą miał syna Pawła (ur. 26 września 1921). Według zapisów w „Rocznym uzupełnieniu listy kwalifikacyjnej za rok 1932” rozwiódł się z żoną, która ponownie wyszła za mąż. Syn pozostał przy matce, a Marian Korewo „przyczyniał się dobrowolnie do utrzymania dziecka”. Żona posiadała majątek Kamienny Ług w gminie Szumsk.

## Ordery i odznaczenia

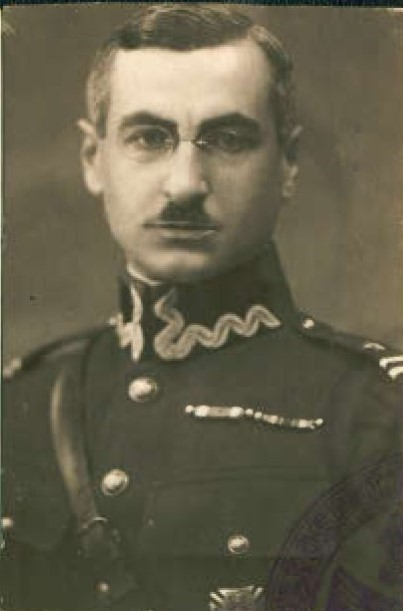
Marian Korewo w 1922

- Krzyż Srebrny Orderu Wojskowego Virtuti Militari[49]
- Krzyż Kawalerski Orderu Odrodzenia Polski[49]
- Krzyż Walecznych po raz drugi nr 39813 – 1922 „w zamian za Krzyż Kaniowski”[54][4]
- Krzyż Walecznych po raz pierwszy nr 37630 – 1921 „w zamian za otrzymaną wstążeczkę biało-amarantową b. armii gen. Hallera”[55][4]
- Złoty Krzyż Zasługi – 19 marca 1937 „za zasługi w służbie wojskowej”[56][57]
- Medal Niepodległości – 5 sierpnia 1937 „za pracę w dziele odzyskania niepodległości”[58][2][59]
- Medal Pamiątkowy za Wojnę 1918–1921 – 1928[60][3]
- Medal Dziesięciolecia Odzyskanej Niepodległości – 1928[60][3]
- Medal Zwycięstwa[28][29][34]
- Krzyż Oficerski Legii Zasługi (Stany Zjednoczone, 1942)[61]
- Order Świętego Włodzimierza 4 stopnia z mieczami[15]
- Order Świętej Anny 2 stopnia z mieczami[62]
- Order Świętego Stanisława 2 stopnia z mieczami[62] – 7 lutego 1917[63]
- Order Świętej Anny 3 stopnia z mieczami[62] i kokardą – 4 grudnia 1916[63]
- Order Świętego Stanisława 3 stopnia z mieczami[15] i kokardą – 4 lipca 1916[63]
- Order Świętej Anny 4 stopnia z napisem „Za odwagę”[62] – 4 lipca 1916[63]

## Publikacje
- Kwiaty i trawnik. Poradnik ogrodniczy (1972)[64]